# Paul Foucher (érudit)
 (février 2018).
Si vous disposez d'ouvrages ou d'articles de référence ou si vous connaissez des sites web de qualité traitant du thème abordé ici, merci de compléter l'article en donnant les références utiles à sa vérifiabilité et en les liant à la section « Notes et références ».
Pour les articles homonymes, voir Paul Foucher (homonymie) et Foucher.
Paul Foucher, né à Tours en 1704 et mort à Paris en 1778, est un érudit français, membre de l'Académie des inscriptions et belles-lettres.

## Biographie
Il se livre d'abord à son goût pour la poésie, puis entre chez les oratoriens, où il étudie la théologie et les langues anciennes. Des revers de fortune éprouvés par son père contraignent Foucher à devenir successivement précepteur des enfants du comte de Chatelux et de la duchesse de La Trémoille. L'Académie des inscriptions le reçoit, en 1753, au nombre de ses membres ; il est lié avec d'autres érudits qui en font partie, notamment l'abbé Jean-Philippe-René de La Bléterie, l'abbé Belley ou l'abbé Étienne Mignot.

## Œuvres
Outre plusieurs ouvrages manuscrits et une Géométrie métaphysique ou Essai d'analyse sur les éléments de l'étendue bornée (1758, in-8°), on a de Foucher des travaux sur les religions anciennes. Ils forment deux grands  ouvrages ; l'un intitulé : Traité historique de la religion des Perses, se compose de douze mémoires et d'un supplément inséré dans les volumes XXV, XXVII, XXIX, XXXI et XXXIX des Mémoires de l'Académie des inscriptions. Il a été traduit en allemand par Kleucker (Riga, 1781-1783, 2 vol. in-4°); l'autre sous le titre de Recherches sur l'origine et la nature de l'hellénisme ou religion des Grecs, comprend neuf mémoires et un supplément publiés dans les volumes XXXIV, XXXV, XXXVI, XXXVIII et XXXIX du même recueil. Les recherches faites ultérieurement sur ces matières ont enlevé aux travaux de Foucher la plus grande partie de leur importance.

### Lire en ligne
- Géométrie métaphysique ou Essai d'analyse sur les éléments de l'étendue bornée
- Traité historique de la religion des Perses